# Sudamerlycaste grandis
Sudamerlycaste grandis är en orkidéart som beskrevs av Fredy Archila. Sudamerlycaste grandis ingår i släktet Sudamerlycaste och familjen orkidéer. Inga underarter finns listade i Catalogue of Life.